# Ellinair
Ellinair è stata una compagnia aerea greca con sede a Salonicco e con base all'aeroporto di Salonicco.

## Storia
La compagnia aerea è stata costituita il 19 febbraio 2013 e il suo primo volo è stato operato nel febbraio 2014. Il nome Ellinair è una combinazione delle parole "Έλλην" (Ellin - "greco") e "aria".
La compagnia faceva parte del gruppo Mouzenidis ed è stata creata per servire l'alto volume di turisti, principalmente dalla Russia, che visitavano la Grecia con l'operatore turistico Mouzenidis Travel. Nell'ottobre 2014 i voli Ellinair sono stati incorporati in tutti i Global Distribution Systems (GDS) per garantire l'accessibilità a tutte le agenzie turistiche. Il 15 giugno 2015 Ellinair ha lanciato nuove rotte nazionali da Atene e Salonicco.
Nel giugno 2021, la società madre Mouzenidis Group ha dichiarato fallimento e nell'autunno dello stesso anno, gli aerei sono stati restituiti ai noleggiatori e le operazioni di volo sono state interrotte.

## Flotta

### Flotta storica
Nel corso degli anni Ellinair ha operato con i seguenti modelli di aeromobili: